# East Ferris
East Ferris to gmina (ang. township) w Kanadzie, w prowincji Ontario, w dystrykcie Nipissing.
Powierzchnia East Ferris to 149,76 km².
Według danych spisu powszechnego z roku 2001 East Ferris liczy 4291 mieszkańców (28,65 os./km²).